# Navia CF
Navia CF is een Spaanse voetbalclub uit Navia die uitkomt in de Tercera División. De club werd in 1960 opgericht en speelt haar thuiswedstrijden in Estadio El Pardo.